# Maternus
Maternus, mort vers 187, est un soldat romain qui, devenu déserteur puis bandit sous le règne de Commode, prend la tête d'une révolte armée connue sous le nom de « Révolte de Maternus » ou de « Guerre des Déserteurs » qui, suivant l'historiographie romaine, écume campagnes et cités de Gaule, d'Hispanie et des Champs Décumates entre 185 et 187.
D'après l'historiographe romain Hérodien, après que la résistance se soit organisée contre ses troupes, Maternus se rend à Rome dans le dessein d'assassiner l'empereur lors des fêtes de l'Hilaria mais le complot, éventé par des proches, est déjoué à la dernière minute et le déserteur exécuté. Cet épisode, que la recherche contemporaine tend à considérer comme fictif, le fait parfois compter au nombre des usurpateurs romains.
Bien que les causes, la portée et le théâtre de ces évènements — dont le récit suit la trame narrative conventionnelle de précédentes insurrections — soient incertains, une partie de l'historiographie contemporaine a pu voir dans la révolte de Maternus une préfiguration de l'épidémie de banditisme menée par les bagaudes qui sévit dans l'Empire romain occidental au cours des IIIe et IVe siècles.

## Les sources
Les éléments connus à propos de Maternus sont essentiellement rapportés par l'historiographe Hérodien (c.170-c.250) — qui a probablement puisé dans des éléments aujourd'hui perdus de Dion Cassius (c.155-c.235) — ainsi que par l'auteur de l’Histoire Auguste (fin du IVe siècle), qui s'inspire lui-même d'Hérodien et confère à ces évènements le nom de « Guerre des Déserteurs » (bellum desertorum).
Le récit que propose Hérodien suit une trame narrative relativement conventionnelle dont on trouve des précédents dans les histoires des révoltes d'Eunus et Athénion, de Spartacus ou encore du zélote Jean de Gischala, dans un procédé littéraire qui tend à masquer l'ignorance des faits ou l'absence d'évènements spectaculaires. En outre, la qualification de latrones (« bandits ») appliquée à Maternus et ses comparses fait écho aux récits de Tacite concernant la révolte de Tacfarinas sous le règne de Tibère et les pirateries de Gannascus sous celui de Claude.
Si la véracité historique des faits concernant la révolte de Maternus et l'existence du personnage lui-même ont été questionnées, ce dernier incarne néanmoins un archétype de chef de brigands charismatique ayant pu rassembler suffisamment de personnes partageant les mêmes idées pour mener à bien une insurrection armée relativement réussie.
Pour certains chercheurs contemporains, cette révolte témoigne de l'installation d'un brigandage endémique et Maternus a pu inspirer l'épidémie de banditisme qui a sévi au cours des IIIe et IVe siècles dans l'Empire romain occidental avec les exactions des bagaudes bien que la nature de cette causalité reste débattue, voire contestée, laissant la question ouverte.

## Les causes

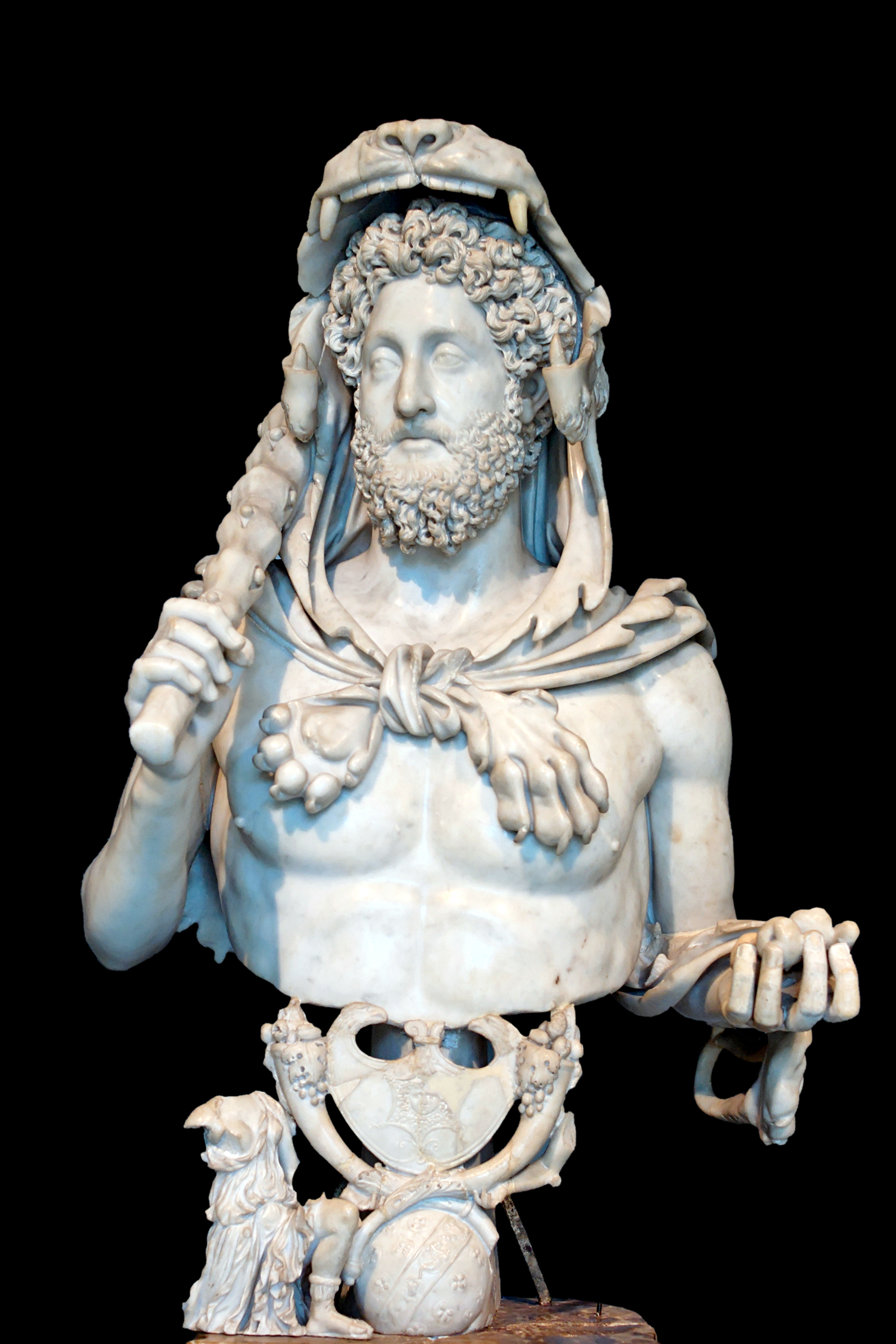
L'empereur Commode, Musée du Capitole.

Les causes de la révolte de Maternus ne sont pas connues précisément, réduisant à ce sujet les historiens aux conjectures. Elle puise peut-être ses origines dans la politique de recrutement des troupes de l'empereur Marc Aurèle, père de Commode, consécutive aux différentes crises militaires, sanitaires et économiques que connaît alors l'Empire romain, particulièrement sur sa partie rhéno-danubienne et en Orient.
Maternus est un soldat romain caserné sur les bords du Rhin, une des régions où se concentrent, avec l'Orient et les frontières danubiennes, les efforts militaires depuis Marc Aurèle, nécessitant de compenser l'effectif malmené par les campagnes — en particulier les guerres marcomanes — et les épidémies par l'enrôlement de force de nouvelles recrues ainsi que par la prolongation de l'enrôlement des légionnaires ayant déjà presté leurs années de service. Cette conscription coercitive ainsi que le recrutement d'éléments disparates — gladiateurs, esclaves, mercenaires germains, brigands dalmates… —, moins enclins à la loyauté militaire que les engagés volontaires, a pour effet de multiplier les désertions.
C'est dans ce contexte que dans les premières années de 180 se joue la désertion de Maternus, un soldat décrit comme audacieux et fougueux qui, coupable d'une série de méfaits, se soustrait à la rigueur de la justice militaire et rallie à lui d'autres déserteurs avec lesquels il forme rapidement une troupe nombreuse dont il prend la tête pour se livrer au brigandage, une troupe bientôt grossie d'individus déclassés. Même si les sources ne sont pas explicites sur l'arrière-plan social des évènements, on peut conjecturer qu'il s'agit là vraisemblablement d'individus frappés par la crise économique — l'Empire connaît alors plusieurs vagues de disettes et d'épidémies propagées depuis l'Orient qui créent une profonde inquiétude sociale dans les provinces occidentales — parmi lesquels des paysans recrutés lors des pillages des domaines agricoles de leurs maîtres mais aussi des citadins, artisans ou ouvriers désœuvrés, privés de ressources.

## Bellum desertorum

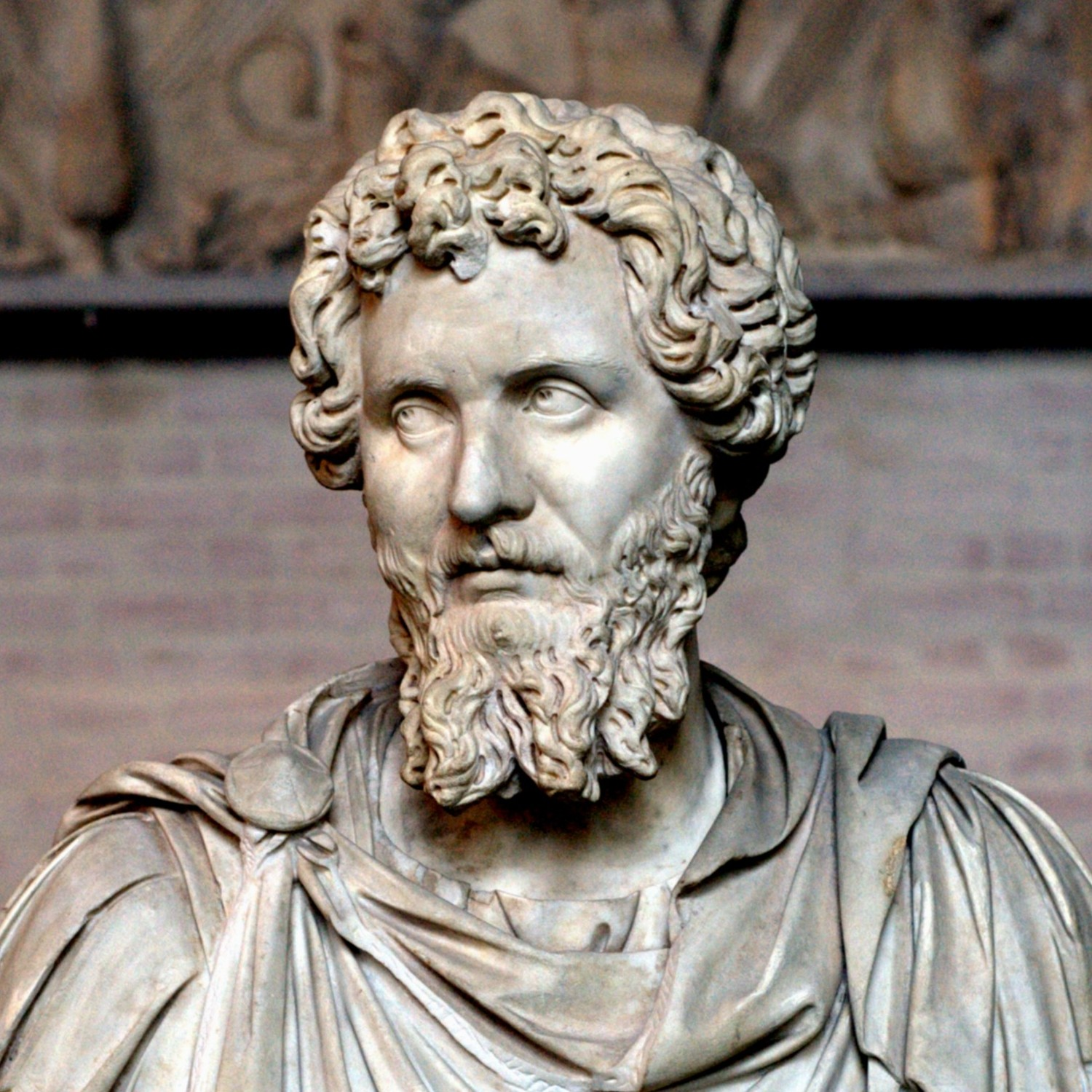
Buste de Septime Sévère alors gouverneur de la Gaule lyonnaise, Glyptothèque de Munich.

Maternus, soldat aguerri, organise et discipline ces hommes en leur prodiguant un encadrement et une formation militaires, au point que la troupe devient suffisamment fournie pour, après avoir écumé les campagnes, attaquer plusieurs cités de Gaule et d'Hispanie dont les prisonniers libérés viennent encore grossir ses rangs. Si l'on peut dater aux années 185 et 186 le climax d'un phénomène dont le développement a dû être relativement long, ni le déroulement des évènements, ni les zones géographiques concernées ne sont connus avec précision.
Maternus semble cependant avoir évité, du moins dans un premier temps, les deux provinces de Germanie inférieure et supérieure, solidement armées, pour concentrer ses exactions dans deux provinces qui connaissent la paix depuis plus d'une centaine d'années — la dernière révolte d'importance sur ces territoires remontant aux années 69-70 — et ne comptent par conséquent que peu de troupes et de fortifications : la Gaule Lyonnaise n'accueille en effet qu'une cohorte urbaine forte d'à peine cinq cent unités tandis que l'Aquitaine n'a même plus de soldats.
La troupe devient suffisamment puissante pour que Maternus entreprenne l'attaque et le siège de la VIIIe légion Augusta casernée à Argentoratum (Strasbourg). Concernant l'issue du siège, certains chercheurs assurent que le camp de la VIIIe légion a été incendié vers cette époque tandis que d'autres estiment qu'il a été infructueux et que c'est la résistance à ces assaillants qui fait gagner à la légion le titre de Pia fidelis Constans Commoda. Quoi qu'il en soit, les troubles prennent ainsi tant d'importance que l'empereur Commode admoneste vivement les gouverneurs, leur enjoignant d'opposer des troupes à ce qui s'apparente désormais à une véritable armée, changeant la nature de la sédition, les « brigands » (latrones) étant devenus des « ennemis » de l'État (hostes) acteurs d'une « Guerre des Déserteurs ».
Le gouverneur de la Lyonnaise Septime Sévère, aidé selon l'Histoire Auguste de Pescenius Niger, concentre alors ses efforts contre la sédition avec apparemment quelque résultat tandis que, de leur côté, les cités organisent la résistance en levant des milices. Il semble que ce soit en définitive à la suite d'une intervention victorieuse de deux légions de Germanie supérieure commandées par les légat Marcus Helvius Clemens Dextrianus et Clodius Albinus que l'armée de Maternus se débande et que le calme est rétabli.

## L'«usurpateur»

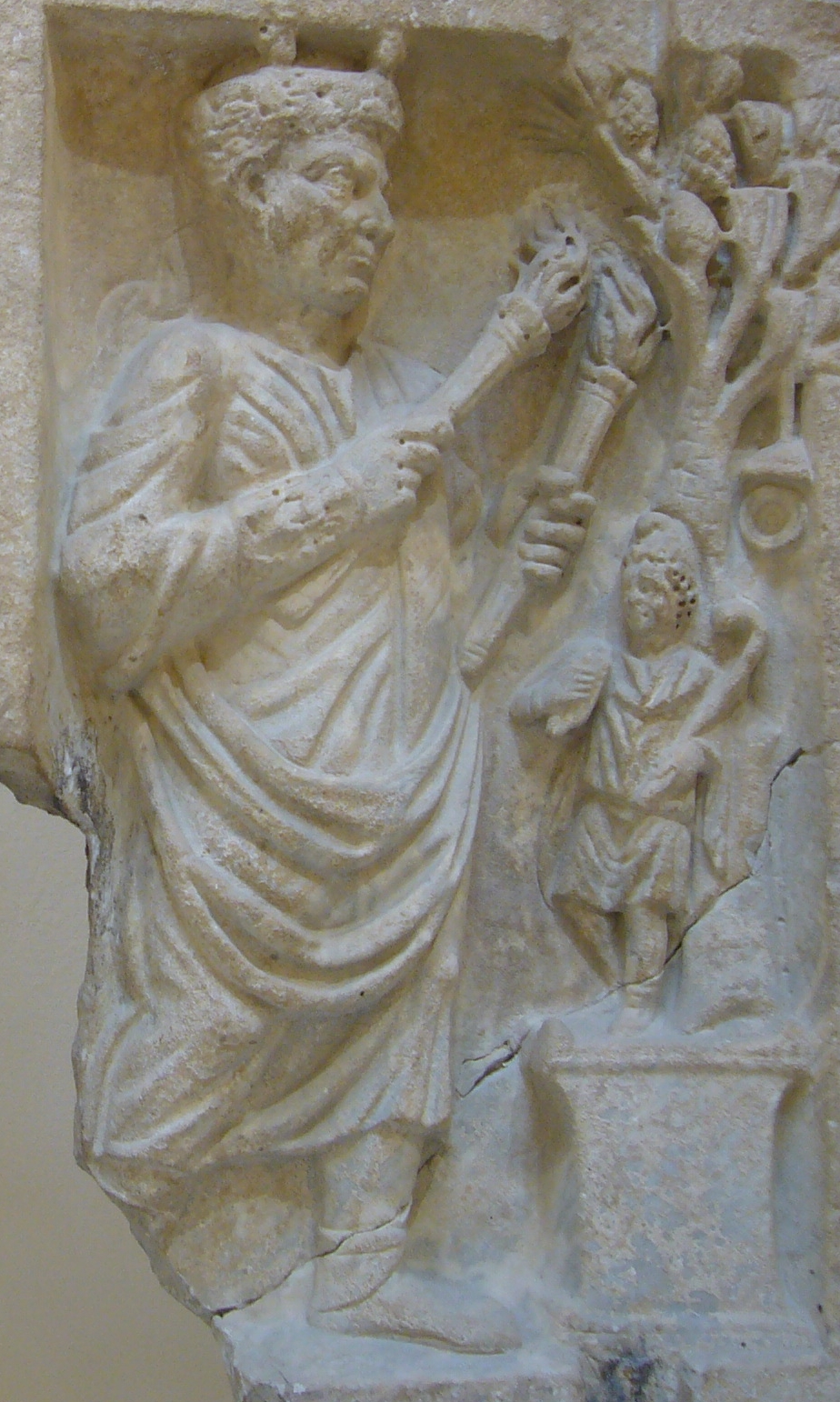
Prêtre Galle sacrifiant à Attis, bas-relief du IIe siècle, Musée archéologique d'Ostie.

Il est possible que Maternus ait trouvé la mort dans ces combats mais, selon Hérodien, il demeure invaincu et l'historiographe poursuit l'histoire du déserteur, mettant en scène dans la seconde partie de son récit une tentative avortée de prise de pouvoir par l'assassinat de Commode, tentative qu'il situe en mars 187.
À la suite de la résistance qui s'est organisée, les éléments les plus aguerris de la troupe révoltée se seraient alors infiltrés en Italie par petits groupes sur ordre de Maternus qui, dans l'intention d'usurper le trône impérial, entend gagner Rome pour supprimer l'empereur par la ruse dans la mesure où son armée n'est pas en état de risquer une confrontation ouverte avec les légions italiennes et qu'il ne peut espérer soulever le peuple romain ni les prétoriens, fidèles au populaire Commode.
Le point de ralliement des troupes de Maternus est fixé dans l'Urbs où se déroulent entre le 15 et le 28 mars les festivités en l'honneur de la Magna Mater Cybèle et de son fils Attis. En particulier, le 24 mars, le dies sanguinaria (« jour du sang ») célèbre l'émasculation et la mort d'Attis donnant lieu à des démonstrations populaires d'hystérie mystique et au travestissement en femmes des prêtres eunuques de Cybèle ; puis, le lendemain, la célébration de la résurrection de la divinité lors de l'Hilaria est le prétexte à une fête joyeuse et licencieuse qui rassemble des milliers de romains, marquée par une fantaisie carnavalesque où chacun peut s'accoutrer comme bon lui semble, même à l'imitation de personnalités importantes.
Le moment phare de la journée consiste en une procession suivant une statue miraculeuse de Cybèle, à la tête de laquelle les élites romaines en tenue d'apparat accompagnent, masquées, l'empereur, chacun exhibant ostensiblement ses richesses en l'honneur de la déesse. Entendant profiter de ce mélange des genres et des positions, de la frénésie festive et sous le couvert des travestissements habituels à ce jour, Maternus projette de se déguiser avec quelques-uns de ses hommes en garde prétorien dans le but de se rapprocher du cortège impérial pour faire un sort à Commode.
Mais le plan est éventé par certains des propres partisans de Maternus — davantage motivés par la jalousie vis-à-vis de celui qu'ils « devraient [à l'avenir] souffrir comme un seigneur et un empereur plutôt que comme un bandit », que par le souci de protéger l'empereur — et ce dernier est arrêté par de véritables prétoriens puis aussitôt décapité tandis que « ses affidés subi[sse]nt les châtiments qu'ils mérit[e]nt ». D'après Hérodien, cet attentat ne reste pas sans conséquences sur l'empereur qui, après coup, s'entoure d'une garde encore plus nombreuse, « ne se montre plus que rarement en public et séjourne la plupart du temps hors des murs de la ville (…), renonçant entièrement à rendre la justice et à prendre part aux affaires de l'État ».
La réalité de ces évènements semble douteuse à plusieurs chercheurs contemporains mais n'est probablement pas le fruit de l'imagination d'Hérodien qui s'est peut-être contenté de rapporter un épisode perdu de Dion Cassius, ce dernier associant à plusieurs reprises des épisodes de travestissement à l'action de différents bandits. Par ailleurs, le récit de la fin de Maternus confirme le procédé stylistique habituel chez Hérodien suivant lequel les brigands ne peuvent être vaincus que par la trahison.

### Ouvrages
- Philippe Tarel, Commode, Ellipses, coll. « Biographies et mythes historiques », 2019 (ISBN 978-2-340-03540-9).
- Eric Teyssier, Commode : L'empereur gladiateur, Perrin, 2018 (ISBN 978-2-262-07041-0).
- (en) John S. McHugh, The Emperor Commodus: God and Gladiator, Pen & Sword Military, 2015 (ISBN 978-1473827554).
- (en) Thomas Grunewald, Bandits in the Roman Empire : Myth and Reality, Routledge, 2004 (ISBN 978-1-134-33757-6).
- (en) John F. Drinkwater, Roman Gaul : The Three Provinces, 58 BC-AD 260, Oxon, Routledge, 1983 (réimpr. 2014 (Revivals)) (ISBN 9780415748650).

### Articles
- Chapitre I. La guerre bagaude à la fin du IIIème siècle
- (en) Michał N. Faszcza, « In Search of the Bellum Desertorum », dans M. Erdrich, B. Komoróczy, P. Madejski et M. Vlach (éds.), Marcomannic Wars and Antonine Plague : Selected Essays on Two Disasters That Shook the Roman World, Brno–Lublin, Czech Academy of Sciences, Institute of Archaeology, 2020 (ISBN 978-80-7524-026-2, lire en ligne), p. 71–78.
- (en) J. Grant Couper, « Gallic Insurgencies ? : Annihilating the Bagaudae », dans Timothy Howe et Lee L. Brice (éds.), Brill's Companion to Insurgency and Terrorism in the Ancient Mediterranean, Leiden, Brill, 2016 (ISBN 978-90-04-22235-9), p. 312–343.
- (en) Lawrence Okamura, « Social Disturbances in Late Roman Gaul : Deserters, Rebels and Bagaudae », dans Tōru Yuge et Masaoki, Forms of Control and Subordination in Antiquity, Leiden, Brill, 1988 (ISBN 978-90-04-08349-3), p. 288-302.
- Gilbert Picard, « La révolte de Maternus », Bulletin de la Société nationale des Antiquaires de France,‎ 1987, p. 77-84 (ISSN 2540-3494, lire en ligne, consulté le 29 décembre 2020).
- (en) Andreas Alföldi, « Bellum Desertorum », Bonner Jahrbücher, no 171,‎ 1971, p. 367-376 (ISSN 0938-9334).
- (en) Edward A. Thompson, « Peasant Revolts in Late Roman Gaul and Spain », Past & Present, no 2,‎ 1952, p. 11–23 (ISSN 0031-2746).